# إعلان هلسنكي

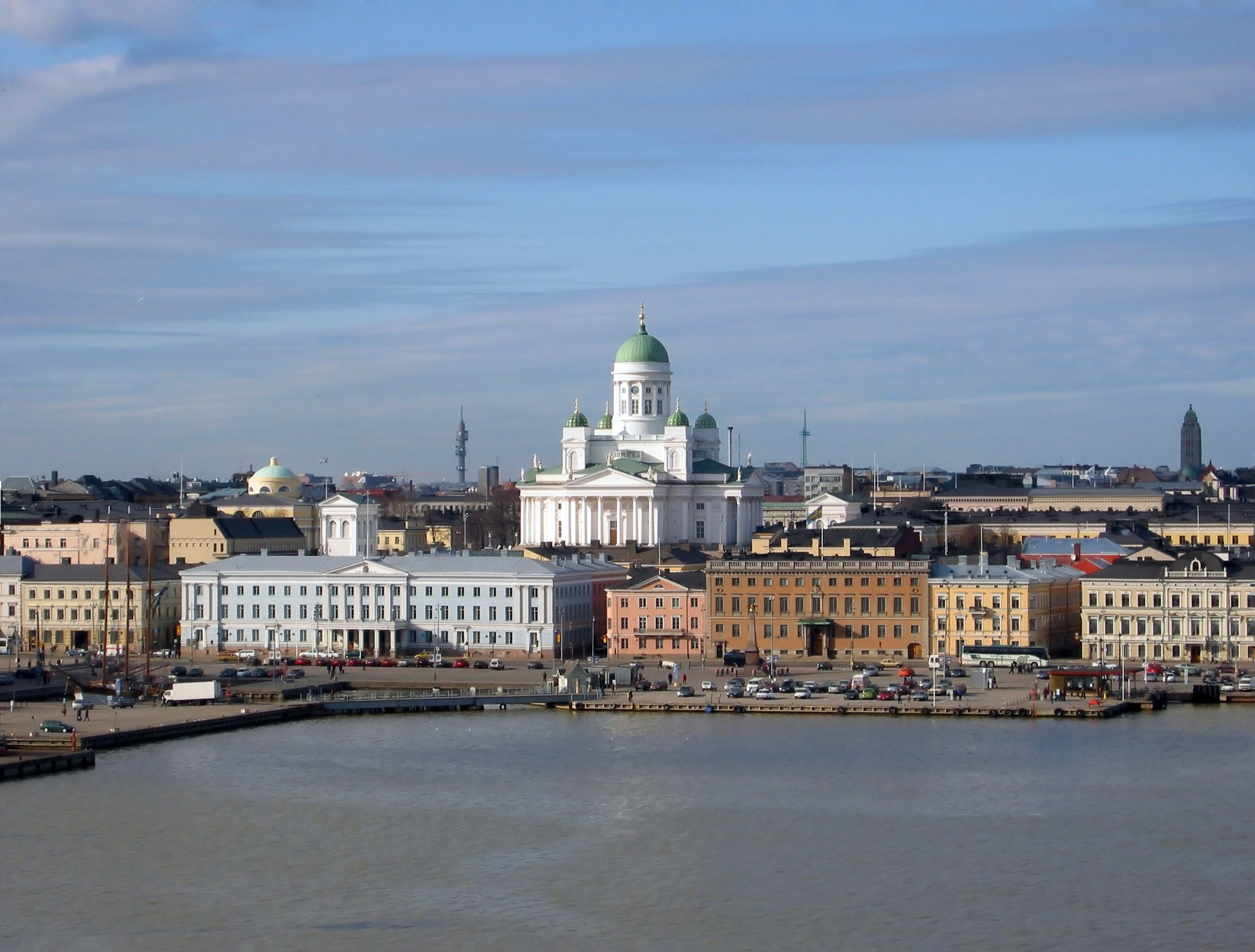

إعلان هلسنكي (بالفنلندية: Helsingin julistus) هو مجموعة من المبادئ الأخلاقية التي تخص التجارب على البشر، طُورت من أجل الرابطة الطبية العالمية. تُعتبر على نطاق واسع الوثيقة الأساسية في أخلاقيات البحث على البشر.
لا يُعد هذا الإعلان صكًا ملزمًا بموجب القانون الدولي، وبدلًا عن ذلك فهو يرسم سلطته من الدرجة التي صيغ بها أو من درجة التأثير التي يُمارسها على التشريعات الوطنية أو الإقليمية. وُصف دور هذا الإعلان في منتدى برازيلي عام 2000 بأنه «على الرغم من أن إعلان هلسنكي هو مسؤولية الرابطة الطبية العالمية، فهذه الوثيقة يجب أن تكون ملك الإنسانية جمعاء».

## المبادئ
يعتبر الإعلان ملزمًا أخلاقيًا للأطباء، وهذا الالتزام يتخطى أي قوانين أو تشريعات وطنية أو محلية، إذ ينص الإعلان على أعلى مستوى من حماية البشر من تلك القوانين. يتعين على الباحثين الالتزام بالتشريعات المحلية ولكن يجب الالتزام بها وفقًا للمعايير الأعلى.[بحاجة لمصدر]

### المبادئ الأساسية
المبدأ الأساسي هو احترام الفرد (المادة 8)، وحقه في تقرير المصير والحق في اتخاذ قرارات واعية (المواد 20 و21 و22) في ما يتعلق بالمشاركة في البحث، سواء في البداية أو أثناء البحث. واجب الباحث هو فقط للمريض (المواد 2 و3 و10) أو للمتطوع (المواد 16 و18)، وبينما هناك حاجة دائمًا للبحث (المادة 6)، يجب أن يكون لصحة الشخص الخاضع للبحث الأسبقية دائمًا على مصالح العلم والمجتمع (المادة 5) ويجب أن تكون للاعتبارات الأخلاقية الأسبقية دائمًا على القوانين والتشريعات (المادة 9).
يستدعي إدراك الضعف المتزايد للأفراد والجماعات الحذر الخاص (المادة 8). من المسلم به أنه عندما يكون المشارك في البحث غير كفء أو غير قادر جسديًا أو عقليًا على إعطاء الموافقة، أو إذا كان قاصرًا (المادتان 23 و24)، فيجب النظر في هذه المشاركة للحصول على موافقة بديلة من قبل فرد يكون مسؤولًا عن مصلحة الشخص الخاضع للبحث، على الرغم من أنه يجب الحصول على موافقة الشخص نفسه إذا كان ذلك ممكنًا (المادة 25).

#### المبادئ الأساسية للحيوانات
يتناول الإطار الأخلاقي الدولي المقترح للبحث في العيادة البيطرية (CVR) مبادئ تستلهم من إعلان هلسنكي المخصص للبحث الطبي على الإنسان، ويهدف إلى حماية صحة الحيوان أثناء البحوث السريرية. يركز إعلان هلسنكي للإنسان على إعطاء الأولوية لمصالح المرضى في الأبحاث الطبية، ويمكن تكييف هذه المبادئ مع عالم البحث البيطري لتصبح الرفق بالحيوان وصحته أولوية أساسية، إضافةً إلى تشجيع البحث لتحسين صحته وعافيته. ويتحمل الأطباء البيطريون مسؤولية أخلاقية تجاه حماية صحة الحيوانات أثناء هذه البحوث، بما في ذلك الالتزام بقواعد صارمة لضمان عدم تأثير البحوث سلبًا على صحة الحيوان أو راحته. كما تقتصر التدخلات غير المؤكدة على الحالات التي قد تحقق فوائد كبيرة للحيوان، مع إجراء تقييم دقيق للمخاطر.قد يؤدي إنشاء إعلان هلسنكي خاص بالحيوانات إلى تعزيز نهج أخلاقي أكثر صرامة، يشجع على تطبيق ممارسات أكثر شفافية واحترامًا لرعاية الحيوان على مستوى عالمي.

### المبادئ العملياتية
ينبغي أن يستند البحث إلى معرفة شاملة بالخلفية العلمية (المادة 11)، وتقييم دقيق للمخاطر والفوائد (المادتان 16 و17)، وأن يكون له احتمال معقول لإفادة الأشخاص الخاضعين للدراسة (المادة 19) ويجريه بطريقة مناسبة باحثون مدربون (المادة 15) يستخدمون البروتوكولات المعتمدة، ويخضعون للمراجعة الأخلاقية المستقلة والرقابة من قبل لجنة تُعقد بشكل صحيح (المادة 13). يجب أن يعالج البروتوكول القضايا الأخلاقية وأن يشير إلى أنه متوافق مع الإعلان (المادة 14). ينبغي إيقاف البحث إذا كانت المعلومات المتاحة تشير إلى أن الاعتبارات الأصلية لم تعد مُرضية (المادة 17). يجب أن تكون المعلومات المتعلقة بالدراسة متاحة للجمهور (المادة 16). تمتد أخلاقيات المنشورات إلى نشر النتائج والنظر في أي تضارب محتمل في الاهتمامات (المادة 27). يجب مقارنة الاختبارات التجريبية دائمًا بأفضل الطرق، ولكن في ظل ظروف معينة، يمكن استخدام مجموعة علاج وهمي أو عدم استخدام العلاج (المادة 29). يجب أن تكون صحة الشخص الخاضع للتجربة بعد الانتهاء من الدراسة جزءًا من التقييم الأخلاقي الشامل، بما في ذلك ضمان حصوله على أفضل رعاية (المادة 30). إن كان ذلك ممكنًا، يجب اختبار الطرق غير المثبتة في سياق البحث إذ يوجد اعتقاد معقول بالفوائد المحتملة (المادة 32).

### دليل إضافي أو تشريعات
غالبًا ما يجد الباحثون أنفسهم في موقف يضطرون إلى اتباع العديد من الرموز أو الإرشادات المختلفة، بالتالي يتعين عليهم فهم الاختلافات بينهم. أحد هذه الممارسات هو الممارسة السريرية الجيدة، وهو دليل دولي، بينما قد يكون لدى كل دولة أيضًا لوائح محلية مثل القاعدة العامة في الولايات المتحدة، بالإضافة إلى متطلبات إدارة الغذاء والدواء ومكتب حماية الأبحاث البشرية في تلك الدولة. هناك عدد من الأدوات المتاحة التي تقارن هذه الممارسات. يوجد لدى الدول الأخرى أدلة لها أدوار مماثلة، مثل بيان سياسة المجلس الثلاثي في كندا. تتضمن الإرشادات الدولية الإضافية تلك الخاصة بالمجلس المنظمات الدولية للعلوم الطبية ومجلس نوفيلد واليونيسكو.

## التاريخ
اعتُمد الإعلان أصلًا في شهر يونيو من عام 1964 في العاصمة الفنلندية هلسنكي، وخضع منذ ذلك الحين لسبعة مراجعات (أحدثها في الجمعية العامة في أكتوبر 2013) وتوضيحَين، وزاد طول الإعلان من 11 فقرة عام 1964 إلى 37 فقرة في نسخة عام 2013. يُعد الإعلان وثيقة مهمة في تاريخ أخلاقيات البحث، إذ يُعتبر أول جهد كبير من جانب المجتمع الطبي لتنظيم البحوث، ويشكل الأساس لمعظم الوثائق اللاحقة.
لم يكن هناك قواعد سلوك مقبولة بشكل عام تحكم الجوانب الأخلاقية للبحوث على البشر قبل كود نورمبرغ لعام 1947، على الرغم من أن بعض الدول، خاصة ألمانيا وروسيا، كانت لديها سياسات وطنية بهذا الخصوص. طور الإعلان المبادئ العشرة المنصوص عليها لأول مرة في قانون نورمبرغ، وربطها بإعلان جنيف 1948، وهو بيان بواجبات الأطباء الأخلاقية. تناول الإعلان البحث السريري بصورة محددة أكثر، ما عكس التغيرات في الممارسة الطبية من مصطلح التجارب البشرية المستخدم في قانون نورمبرغ. كان التغيير الملحوظ في قانون نورمبرغ هو تخفيف شروط الموافقة، والتي كانت ضرورية للغاية بموجب قانون نورمبرغ. طُلب من الأطباء الحصول على موافقة إذا كان ذلك ممكنًا وسُمح بالبحث دون موافقة إذا توفرت موافقة الوكيل، مثل الوصي القانوني (المادة 1 الفقرة الثانية).